# 珍珠鱼属
珍珠鱼属（学名：Margariscus）是雅羅魚科的一属。

## 下属物种
本属包括以下物种：
- 北美珍珠魚 Margariscus margarita (Cope, 1867)
- 納氏珍珠魚 Margariscus nachtriebi (Cox, 1896)